# Edgar Ætheling
Edgar Ætheling (někdy také Æþeling, Aetheling, Atheling nebo také Etheling), anebo Edgar II., (asi 1051 – asi 1126) byl poslední mužský zástupce rodu Wessexů. V roce 1066 byl prohlášen králem Anglie, ale nikdy korunován nebyl.

## Poslední z rodu Wessexů
Edgar se narodil v Uhersku jako syn Eduarda Vyhnance a byl tedy vnukem krále Edmunda II. Jeho matkou byla Agáta, jakási příbuzná římskoněmeckého císaře. Byl jediným synem svých rodičů, ale měl dvě sestry:
- Markéta (Margaret, 1045 nebo 1046, Uhry – 16. listopadu 1093, Edinburg), manžel skotský král Malcolm III.;
- Kristina (Cristina, 1047, Uhry – ca 1102, neznámé místo úmrtí), jeptiška, abatyše kláštera v Romsey v Hampshire, teta pozdější anglické královny Matyldy Skotské;

Když se bezdětný anglický král Eduard III. Vyznavač dozvěděl, že syn jeho staršího nevlastního bratra Edmunda (a tedy poslední přímý potomek jeho rodiny) stále žije, povolal ho jako svého následníka zpět do Anglie. Roku 1057 se tedy Eduard i s celou rodinou vrátil do vlasti, avšak již v únoru v Londýně zemřel, pouhé dva dny poté, co vstoupil na anglickou půdu, aniž se s králem Eduardem Vyznavačem stačil setkat. Stalo se tak v roce 1057. Šestiletý Edgar byl tedy kromě krále jediným mužským potomkem rodu.

## Boje o trůn
Eduard Vyznavač zemřel roku 1066. Edgar byl tehdy stále velmi mladý, ale v podobném věku před ním začalo vládnout už více anglických panovníků. Eduard Vyznavač ovšem neudělal efektivní kroky k tomu, aby ho Edgar nahradil. Na trůn po něm nastoupil mocný hrabě Harold II. Godwinson, který však vládl jen několik měsíců. Trůn si nárokoval také norský král Harald III. Hardrada a normandský vévoda Vilém Bastard. Harold se ubránil Hardradovi a zabil jej, pak ale podlehl Vilémovi v bitvě u Hastingsu 14. října 1066.
Část šlechty tehdy prohlásila Edgara králem, ale jejich oddanost jeho věci byla od začátku sporná. Jejich síly proti normandskému vévodovi byly diskutabilní a vojenská odpověď neefektivní. Když se Normané dostali až k Londýnu, Edgarovi klíčoví spojenci s Vilémem začali vyjednávat. V prosinci toho roku se Edgar Vilémovi podrobil a společně s dalšími mocnými anglickými šlechtici skončil jako rukojmí v Normandii, brzy se však do Anglie vrátil. V roce 1068 se s matkou a sestrami odebral ke skotskému králi Malcolmovi III., který se oženil s jeho sestrou Markétou a souhlasil s tím, že Edgarovi znovu pomůže získat trůn.
Edgar se pokoušel spojit s Dány, ale Vilém je podplatil a vojensky Edgarův pokus o převrat porazil. V roce 1072 Vilém vtrhl do Skotska a Malcolm III. se mu podřídil. Součástí dohody zřejmě bylo i to, že nadále nebude podporovat Edgara. Ten byl na nějakou dobu vyhoštěn. Francouzský král mu nabídl území v Normandii, odkud by mohl napadat území nepřítele, ale jeho loď ztroskotala u anglického pobřeží. Malcolm ho nakonec přesvědčil, aby po předchozích neúspěších svůj boj o trůn vzdal.

## Podpora Roberta Normandského
Po Vilémově smrti v roce 1087 podporoval jeho syna Roberta II. Normandského. Stal se také jedním z anglických vojenských velitelů v Sýrii během I. křížové výpravy.
Edgar znovu podpořil Roberta Normandského, tentokrát proti jeho bratrovi Jindřichovi I. Jindřich Roberta porazil, zajal a nechal jej internovat na dvacet let na hradě Devizes. Následně byl Robert převezen do Cardiffu, odkud téměř unikl přes bažiny. Dle pověsti jej poté Jindřich raději nechal oslepit, aby předešel dalším snahám o útěk. Robert strávil v bratrově vězení celých dvacet osm let, zdá se, že zemřel jako osmdesátiletý stařec. Edgar měl větší štěstí a Jindřich mu udělil milost.
Edgar zřejmě zemřel krátce po roce 1125. Místo jeho posledního odpočinku je neznámé. Zdá se, že neměl potomky, a tak s ním vymřela původní anglická královská dynastie.